# Mađarski referendum o migrantskim kvotama 2016.
Mađarski referendum o migrantskim kvotama bio je referendum na kojem su državljani Mađarske izjasnili se o pitanju žele li dopustiti da Europska unija odlučuje o naseljavanju nemađarskih građana bez odobrenja mađarskog parlamenta čemu se protivi vlada premijera Viktora Orbana. Referendum se održao 2. listopada 2016.
Mađarska je vlada dala taj prijedlog. Mađarski Vrhovni sud početkom je svibnja 2016. dao premijeru Orbanu zeleno svjetlo za održavanje tog referenduma. Mađarski parlament prijedlog je poduprio 10. svibnja 2016. godine. Potporu su dale stranka Fidesz konzervativnog premijera Viktora Orbana i desničarska stranka Jobbik podržali su prijedlog, a očekivalo se da će oporba vjerojatno tražiti očitovanje ustavnog suda o tom prijedlogu.
Referendumsko pitanje je glasilo: žele li dopustiti da EU odlučuje o naseljavanju nemađarskih građana bez odobrenja mađarskog parlamenta. Da bi referendum bio u potpunosti pravosnažan, bio je potreban odziv birača iznad 50 posto.
Mađarska je zbog ovog referenduma bila izložena međunarodnim pritiscima. Predsjednik Europskog parlamenta Martin Schulz diplomatskim je rječnikom zaprijetio Mađarskoj. Uz to je pozvao čelnike ostalih zemalja članica EU-a  ("koje poštuju propise") da pritisnu Mađarsku ("da Orbanu očitaju lekciju"). Pored poziva drugim članicama na pritisak protiv Mađarske, na Mađarsku je uslijedio novi pritisak, od Europske komisije koji je bio izravno protiv mađarskog suvereniteta. EK je izjavila da referendum "neće imati nikakva pravnog učinka na prihvaćene obveze". Mađarski premijer Viktor Orban nije se dao pokolebati. Više je puta, uključujući subotu uvečer uoči nedjeljnog referenduma pozvao mađarske državljane ispuniti svoju zadaću i pomoći vladi u borbi protiv samovoljnih odluka 'elite iz Bruxellesa'. Mađarska se vlada borila protiv plana premještaja izbjeglica i migranata unutar EU-a, kojim su vrhovnici EU ugrožavali suverenitet država članica i kulturni identitet zemalja koje bi po tom planu preraspodjele primile izbjeglice. Ključ preraspodjele bila je veličina zemlje i ekonomska snaga. Sporna odluka o raspodjeli izbjeglica donesena je kvalificiranom većinom među zemljama članicama EU. Protiv su glasovale Češka, Mađarska, Rumunjska i Slovačka, uz suzdržani glas Finske.
Zato je mađarski premijer Orban upozorio da je "masovna migracija bez kontrole prava prijetnja" koja "ugrožava miran i siguran europski način života" te da je namjera postići referendumom podizanje svijesti svakog Europljanina da o europskim građanima ovisi da urazume zajedničkim naporima Europsku uniju ili ju puste da se raspadne. Mađarske su vlasti referendumom željele spriječiti da institucije EU "uzurpiraju ovlasti država članica na koje nemaju pravo prema osnivačkim ugovorima" i istakle da mađarski građani imaju pravo odlučivati tko će živjeti u njihovoj zemlji. U Mađarskoj su protiv referenduma bili samo medijski razvikani zagovornici federalističkog pristupa (minorne oporbene stranke i aktivistički zaštitnici ljudskih prava), u stvarnosti skupina bez ikakve stvarne potpore u svojoj zemlji. Medijske ankete Publicusa, Republikona, Századvéga, ZRI-ja, Tárkija i Nézőpont bazirane na uzorcima do tisuću ispitanika sprovedene od veljače do kraja rujna 2016. predviđale su od 64% do 87% protiv kvota.

## Ishod
Izašlo je oko 40 posto birača s pravom glasa. Gotovo svi Mađari, njih 98,3% glasovalo je protiv kvota. Ukupno je u Mađarskoj 8,26 milijuna Mađara s pravom glasa. S obzirom na ishod, to je značilo da je migrantske kvote EU odbilo 3,249 milijuna mađarskih državljana, što je više nego od broja mađarskih državljana koji su 2004. godine na referendumu oko pristupanja Mađarske EU glasovali "za", kad je broj pristaša bio 3,056 milijuna. Ta je činjenica dala mađarskoj vladi čvrsto uporište da je referendumsko izjašnjavanje jače od stavova EU. Premijer Orban najavio je da će podnijeti ustavni amandman radi ozakonjivanja rezultata referenduma, jer iako je odziv bio ispod minimalnog praga od 50 posto, broj glasova protiv kvota je veći od broja glasova za pristupanje EU. Izjavio je da će čelnici EU-a morati uzeti u obzir rezultate glasovanja.
| Opis                                                        | Glasova   | Postotak |
| ----------------------------------------------------------- | --------- | -------- |
| ZA kvote                                                    | 55 555    | 1,66%    |
| PROTIV kvota                                                | 3 282 928 | 98,34%   |
| Nevažećih i prazni listići                                  | 223 252   | -        |
| Ukupno izašlo                                               | 3 561 735 | 100,00%  |
| Registriranih birača/izlaznost                              | 8 272 625 | 43,42%   |
| Izvor: Nacionalni izborni ured (99,98% prebrojanih glasova) |           |          |
|                                                             |           |          |
|                                                             |           |          |